# Shady View Terrace/The Lawrence Arms
Shady View Terrace/The Lawrence Arms is een split-ep van de Amerikaanse punkbands Shady View Terrace en The Lawrence Arms. Het werd oorspronkelijk door het label Castaway Records in 2000 op cd uitgegeven en werd later dat jaar heruitgegeven door Asian Man Records. Alle nummers van The Lawrence Arms zijn later heruitgegeven op het verzamelalbum Cocktails & Dreams.

## Nummers
Shady View Terrace
1. "I Hope You're Alone"
2. "Guardrails Can't Keep Me In"
3. "The Way She Felt..."
4. "Fatt"
5. "Quiet Rides and Birthday Cards"
6. "Kissing a Memory"

The Lawrence Arms
1. "A Boring Story"
2. "Faintly Falling Ashes"
3. "A Toast"
4. "Nebraska"
5. "Another Boring Story"

## Artiesten
Shady View Terrace
- Billy McGovern - zang
- Chris Lecko - gitaar, zang
- Mike Gratcofsky - gitaar
- Joe Gratcofsky - basgitaar
- Paul Jaffre - drums

The Lawrence Arms
- Chris McCaughan - gitaar, zang
- Brendan Kelly - basgitaar, zang
- Neil Hennessy - drums